# 富爾加鄉
44°53′N 26°26′E / 44.883°N 26.433°E
富爾加鄉（羅馬尼亞語：Comuna Fulga, Prahova），是羅馬尼亞的鄉份，位於該國中南部，由普拉霍瓦縣負責管轄，面積74平方公里，海拔高度69米，2007年人口3,736，人口密度每平方公里51人。